# Shoegazing
Shoegazing (også kendt som shoegaze) er en undergenre af alternativ rock, som kom frem i Storbritannien i slutningen af 1980'erne. Dens popularitet varede frem til midten af 1990'erne, med et højdepunkt i 1990 og 1991. Den britiske musikpresse — specielt NME og Melody Maker — navngav stilarten "shoegazing" ("skostirren") fordi musikerne i disse bands stod relativt stille under livekoncerter på en indadvendt, ikke-konfrontativ måde, og man derfor godt kunne få det indtryk at de stirrede på deres sko. Den omfattende brug af effektpedaler bidrog også til billedet af musikere som kiggede på deres fødder under koncerterne.
Shoegazing-lyden er eksemplificeret ved en betragtelig brug af guitareffekter og uforståelige vokalmelodier som blandes ind i guitarernes kreative støj. I 1990'erne blev shoegazinggrupper fortrængt af den amerikanske grungebevægelse, hvilket tvang de relativt ukendte bands til at gå i opløsning eller ændre deres stil fuldstændigt. I 2000'erne har der været en fornyet interesse for genren blandt "nu-gaze"-bands.

## Stil, rødder og indflydelser
Blandt de mest almindelige musikalske elementer i shoegazing er harmonisk forvrængning, dronende riffs og en "mur af lyd" fra støjende guitarer. Typisk spilles to forvrængede rytmeguitarer sammen for at give en lyden en uformelig kvalitet. Selvom der ofte fandtes lead guitar-riffs, var de for det meste ikke et centralt fokus i shoegazing-sange.
Vokalen er ofte undertrykt i styrke og tone, men nedenunder lagene af guitarer er der ofte en stærk sans for melodi. Der er dog ikke specielt fokus på sangtekster, da vokalen ofte blot behandles som et yderligere instrument.
Navnet blev opfundet i en anmeldelse i Sounds af en koncert med det nydannede Moose hvor sangeren Russell Yates læste sangtekster som var tapet fast til gulvet i løbet af koncerten. Udtrykket blev senere brugt af NME, som brugte det som en henvisning til guitaristernes tendens til at stirre på deres fødder — eller deres effektpedaler; tilsyneladende i dyb koncentration, mens de spillede. Melody Maker foretrak udtrykket "The Scene That Celebrates Itself" ("scenen som fejrer sig selv"), hvilket henviste til gruppernes tendens til at komme til hinandens koncerter.
De oftest nævnte forgængere for shoegazing er Cocteau Twins, The Jesus and Mary Chain og My Bloody Valentine. Men der findes også flere musikalske ligheder med garage rock, '60'er psykedelisk rock og amerikanske indie-bands som Sonic Youth,  The Pixies og Dinosaur Jr.
De første bands som blev kaldt shoegazing (Ride, Lush, Chapterhouse, Pale Saints, Slowdive og Moose) var kraftigt inspireret af My Bloody Valentine, og kom frem efter disses gennembrud i 1988 med singlen "You Made Me Realise" og albummet Isn't Anything, og betegnelsen shoegazing er i senere tid også blevet brugt om My Bloody Valentine selv. Andre kunstnere som er blevet identificeret som indflydelser på shoegazing er The Velvet Underground, Sonic Youth, Hüsker Dü, Spacemen 3, The Chameleons, The Cure, Bauhaus, Galaxie 500 og The Smiths.

## Shoegazing-oversigt
Udvalgte bands og begivenheder indenfor genren:

## Fodnoter
1. 1 2 3  All Music: Genre: Shoegaze. Hentet 6. februar 2010.
2. 1 2 3  Patrick Sisson, "Vapour Trails: Revisiting Shoegaze Arkiveret 22. oktober 2014 hos  Wayback Machine", XLR8R no. 123, December 2008
3. ↑  Larkin, Colin (1992). The Guinness Who's Who of Indie and New Wave Music. Square One. s. 188. ISBN 0-85112-579-4.
4. 1 2  "Allmusic genre article on "Shoegaze"". Allmusic.com. Hentet 2010-04-15.
5. ↑  "" MBV, JAMC, Corgan, Coyne, Reznor in Shoegaze Doc" – Pitchfork Media article". Arkiveret fra originalen 24. juli 2007. Hentet 24. juli 2007.
6. ↑  Strong, Martin C. (1999). The Great Alternative & Indie Discography. Canongate. s. 427. ISBN 0-86241-913-1. The full extent of their pioneering guitar manipulation - responsible for a whole scene of "shoegazing" musical admirers, stand up Ride, Moose, Lush etc., etc., ...
7. 1 2  ""Shoegazing - A Brief Overview"". The Muso. Arkiveret fra originalen 7. marts 2009. Hentet 2010-04-15.
8. ↑  Exclaim! Sound of Confusion article on Shoegaze Arkiveret 22. januar 2009 hos  Wayback Machine. Hentet 22. september 2008.
9. ↑  All Music: Portable Galaxie 500. Hentet 5. januar 2008.